# خافيير خيرمان
خافيير خيرمان (بالإسبانية: Javier Germán)‏ هو لاعب كرة قدم إسباني في مركز الوسط، ولد في 15 يونيو 1971 في قادس في إسبانيا. لعب مع Benidorm CF ‏.